# 오쿠시리정
오쿠시리정(일본어: 奥尻町)은 일본 홋카이도 히야마 진흥국 관내의 오쿠시리군 오쿠시리섬에 있는 정이다. 비행기로 하코다테까지 40분, 페리로 에사시정까지 2시간 10분이 걸린다. 정명은 아이누어로, ‘이크슨 시리’(イクスン・シリ, 저 너머의 섬)에서 유래한다.

## 지리
오쿠시리섬 전역으로 이루어진 정이다. 내륙은 산이 많아 마을이나 취락의 상당수는 해안 부근에 있다.

## 역사
- 1906년 - 오쿠시리촌이 성립하였다.
- 1966년 - 정으로 승격해 오쿠시리정이 되었다.

## 산업
산업은 주로 어업으로 성게 잡이 등이 주요하다.

## 교통

### 공항
- 오쿠시리 공항

### 항구
- 오쿠시리항(일본어판)

### 도로
도로는 일반국도 없이 2개의 도도부현도가 존재한다.
- 홋카이도도 제39호선(일본어판)
- 홋카이도도 제1158호선(일본어판)

## 자매 도시
- 일본 효고현 아와지시